# Dominik Wieczorkowski-Rettinger
Dominik Wieczorkowski-Rettinger (* 11. srpna 1953 Štětín) je polský dramatik, filmový režisér a scenárista.

## Profesionální kariéra
Absolvoval Vratislavskou univerzitu a pak studia režie na Filmové, divadelní televizní škole v Lodži v roce 1981, kde v tamním filmovém studiu později působil. Ve světě filmu debutoval jako druhý režisér filmu „Akce pod Arsenálem“ z roku 1977. Jako samostatný režisér celovečerního filmu debutoval v roce 1985 filmem „Hra na slepce“, k němuž zároveň napsal i scénář. Byl to debut nesmírně úspěšný, protože obdržel cenu za režijní debut na filmovém festivalu v Koszaline. V letech 1989–1991 působil na režijní a herecké škole v Berlíně. Po změně společenských poměrů se vrátil do Polska a vydal se na dráhu nezávislého režiséra, scenáristy a dramatika. Působil v řadě společností, které se zabývaly výrobou reklamních klipů pro celou řadu evropských zemí a připravoval své další filmové projekty. V roce 2006 byl realizován podle jeho scénáře film „Chuť na lásku“, následovaly filmové realizace jeho scénářů „Čas temnoty“ (2008) a „Milión s hákem“ 2010. Jako scenárista se v roce 2007 rovněž podílel na televizním seriálu „Ekipa“.
V roce 2005 debutoval rovněž jako divadelní dramatik. V jednom roce stihl napsat dvě divadelní hry: „Home sweet home aneb Rodina nade vše“ a „Psycho-tera-politika.“ Zejména druhá hra zaznamenala úspěch, protože zvítězila v literární soutěži Teatru Powszechnego v Lodźi v roce 2008, kde byla zároveň inscenována. Obě hry se vzápětí dočkaly českého překladu. Komedii „Psycho-tera-politika“ v současné době připravuje nové ostravské profesionální Divadlo Silesia.